# (24959) Zielenbach
(24959) Zielenbach est un astéroïde de la ceinture principale.

## Description
(24959) Zielenbach est un astéroïde de la ceinture principale. Il fut découvert le 3 octobre 1997 à Modra par Adrián Galád et Alexander Pravda. Il présente une orbite caractérisée par un demi-grand axe de 3,07 UA, une excentricité de 0,11 et une inclinaison de 8,8° par rapport à l'écliptique.

## Compléments